# Mordellistena protogaoa
Mordellistena protogaoa is een keversoort uit de familie spartelkevers (Mordellidae). De wetenschappelijke naam van de soort is voor het eerst geldig gepubliceerd in 1915 door Wickham.